# Шон Деррі
Шон Деррі (англ. Shaun Derry, нар. 6 грудня 1977, Ноттінгем, Англія, Велика Британія) — колишній англійський футболіст, півзахисник. По завершенні ігрової кар'єри — тренер.

## Ігрова кар'єра
У дорослому футболі дебютував 1995 року виступами за команду клубу «Ноттс Каунті», в якій провів три сезони, взявши участь у 69 матчах чемпіонату. Більшість часу, проведеного у складі «Ноттс Каунті», був основним гравцем команди.

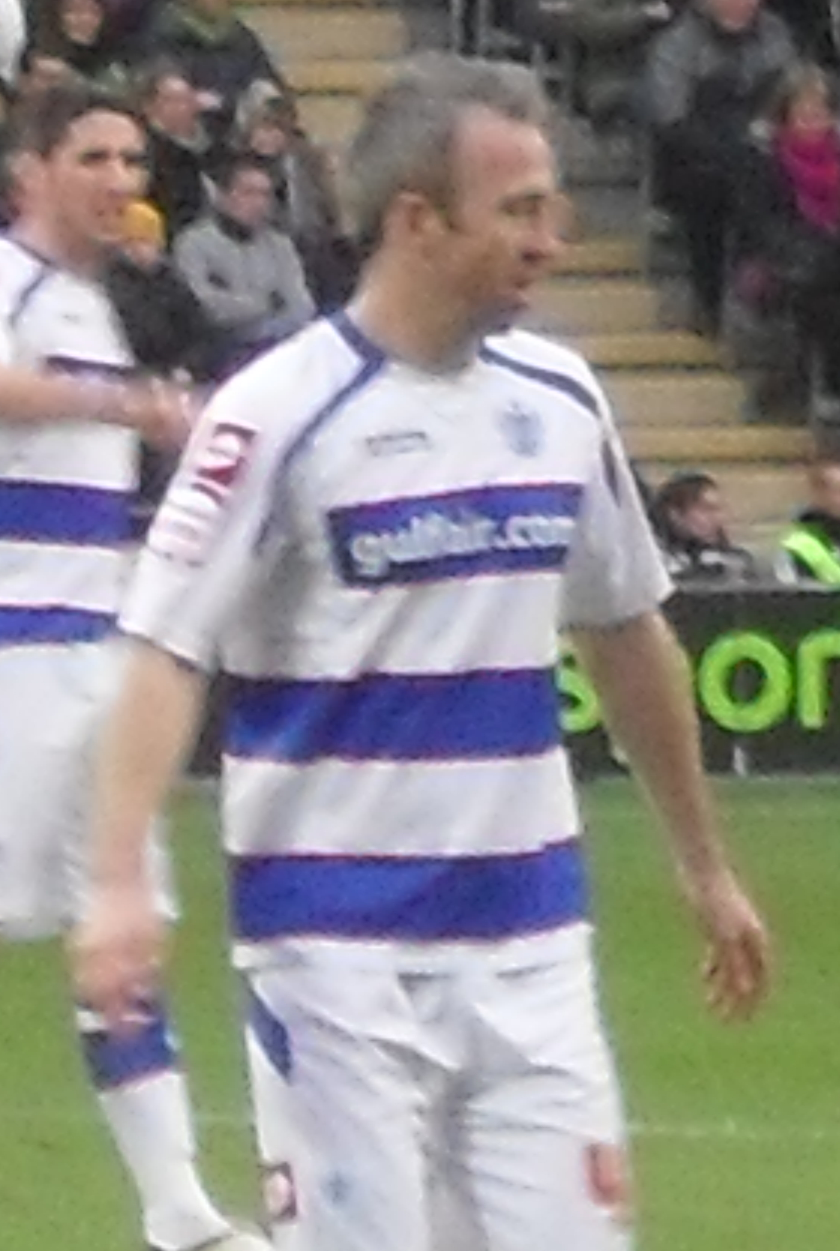
Шон Деррі під час виступів за КПР. 2011 рік.

Згодом з 1998 по 2002 рік грав у складі команд клубів «Шеффілд Юнайтед» та «Портсмут».
Своєю грою за останню команду привернув увагу представників тренерського штабу клубу «Крістал Пелес», до складу якого приєднався 2000 року. Відіграв за лондонський клуб наступні чотири сезони своєї ігрової кар'єри. Граючи у складі «Крістал Пелес» також здебільшого виходив на поле в основному складі команди.
Протягом 2004—2007 років захищав кольори клубів «Ноттінгем Форест» та «Лідс Юнайтед».
У 2007 році повернувся до клубу «Крістал Пелес». Цього разу провів у складі його команди три сезони. Тренерським штабом нового клубу також розглядався як гравець «основи».
До складу клубу «Квінз Парк Рейнджерс» приєднався 2010 року і за три роки встиг відіграти за лондонську команду 92 матчі в національному чемпіонаті, 47 з яких — у Прем'єр-лізі. Після чого у 2013 році недовго пограв за «Міллволл» на правах оренди і завершив ігрову кар'єру. Проте 18 серпня 2014 року Деррі зареєструвався під номером 30 як гравець «Ноттс Каунті», де був головним тренером, проте на поле вже не виходив.

## Тренерська кар'єра
6 листопада 2013 року став головним тренером «Ноттс Каунті», де працював до 23 березня 2015 року, після чого був звільнений за незадовільні результати.
12 листопада 2015 року був призначений тренером клубу англійської другої ліги «Кембрідж Юнайтед». 

## Досягнення
«Крістал Пелас»
- Чемпіонат Футбольної ліги Англії: 2003/04 (плей-оф, вихід у Прем'єр-лігу).

«Лідс»
- Чемпіонат Футбольної ліги Англії: 2005/06 (плей-оф, 2 місце).

«Квінз Парк Рейнджерс»
- Чемпіонат Футбольної ліги Англії: 2010/11 (1 місце, вихід у Прем'єр-лігу).